# Pixar Campus
Le Pixar Campus est à la fois le siège social de la société Pixar et un lieu de production cinématographique, situé à l'adresse postale 1200 Park Avenue à Emeryville en Californie.

## Historique
En 1990, la société Pixar alors hébergée par Lucasfilm dans leurs locaux du Comté de Marin, le Skywalker Ranch, déménage dans ses propres bureaux à Richmond.
En 1995, l'argent récolté par le bon résultat de Toy Story permet à Pixar de construire de nouveaux locaux, au 1200 Park Avenue à Emeryville, désormais nommé Pixar Campus. La construction du bâtiment débute en 1998. Il a été conçu sous la supervision de Steve Jobs par le cabinet d'architecte Bohlin Cywinski Jackson, choisi plus tard pour les Apple Store. Steve Jobs demanda simplement de concevoir un lieu pour « promoted encounters and unplanned collaborations » (« encourage les rencontres et les collaborations impromptues »). L'ensemble des employés déménagea dans le nouveau siège en 2000,.
Le campus est alors novateur pour un studio de production, offrant des complexes sportifs, des jardins utilisés par les chefs cuisiniers, des bureaux emménagés par les employés, et étant ouvert 24 heures sur 24. Le campus Pixar inspirera tous les campus technologiques des géants de la Silicon Valley.
En 2002, Pixar achète deux parcelles totalisant 2,77 acres (11 210 m2), l'une dénommée PEA et l'autre étant un chemin piétonnier, toutes deux à l'extrémité Est du pâté de maisons, au-delà du parking. Elles ont servi à agrandir le parking lors de la phase 2.
En 2004, Pixar achète une parcelle de 1,89 acres (7 649 m2) à l'extrémité Nord-Ouest du pâté de maisons dénommé Hollis Property et occupée par la pâtisserie Semifreddi. En août 2004, Pixar annonce agrandir ses locaux afin d'accueillir 1 300 employés supplémentaires dans trois nouveaux bâtiments d'un total de 49 500 m2,. C'est le début de la phase 2 comprenant l'agrandissement du parking de 304 places pour un total de 836, la rénovation du West Village et la construction du Phase 2 Building.
Le 6 novembre 2012, Pixar annonce baptiser le bâtiment principal du Pixar Campus Steve Jobs Building,.
À partir de 2022, alors que la société Pixar a procédé à une première vague de licenciements, plusieurs sections du campus sont rénovées puis louées.

## Bâtiments
Dans l'ensemble du campus, la signalétique des lieux reprend des personnages et concepts développés par le studio.

### Portail principal
Le portail principal du campus est composé de trois piliers pirincipaux reliés à leur sommet par une poutre métallique transversale sur laquelle repose en lettres géantes le nom du studio. Lorsque les studios DIsney rachètent Pixar, une des conditions fixée par les employés de Pixar pour ce rachat fut que le portail d'entrée reste inchangé.

### Steve Jobs Building
Nommé début novembre 2012 Steve Jobs Building,, le bâtiment principal du campus est un édifice de 218 000 pieds carrés (20 253 m2) construit entre 1998 et 2000. Le bâtiment de deux niveaux comporte deux cinémas, un restaurant baptisé Cafe Luxo, une salle de pause et une boutique répartis de part et d'autre d'un grand hall d'aspect industriel. Fabriqués en brique rouge, ces locaux ont été conçus de sorte que tous les employés se rencontrent sans distinction de grade. Le bâtiment est conçu symétriquement, avec les bureaux de chaque côté, et au centre, un lieu unique pour les toilettes. Ce lieu est unique pour que les techniciens puissent échanger leurs idées et parler entre eux sans distinction de grade. Les bureaux sont éclairés par de larges baies vitrées, et à l'extérieur, sont installées une piscine et une table de tennis de table. Les employés ont également accès à des jeux vidéo, un baby-foot, une cuisine et une cafétéria. Le bâtiment hébergait aussi la Pixar University.
Devant le bâtiment se tient un arbre dédié à la mémoire de Steve Jobs.

Avant le rachat par Disney, le seul magasin Pixar se trouvait dans le Steve Jobs Building, et proposait des produits exclusifs et parfois des pièces de collection. Il n'était accessible que sur invitation. Le bâtiment comporte également une salle cachée, un bar à alcool pour les fins de journée tardives.

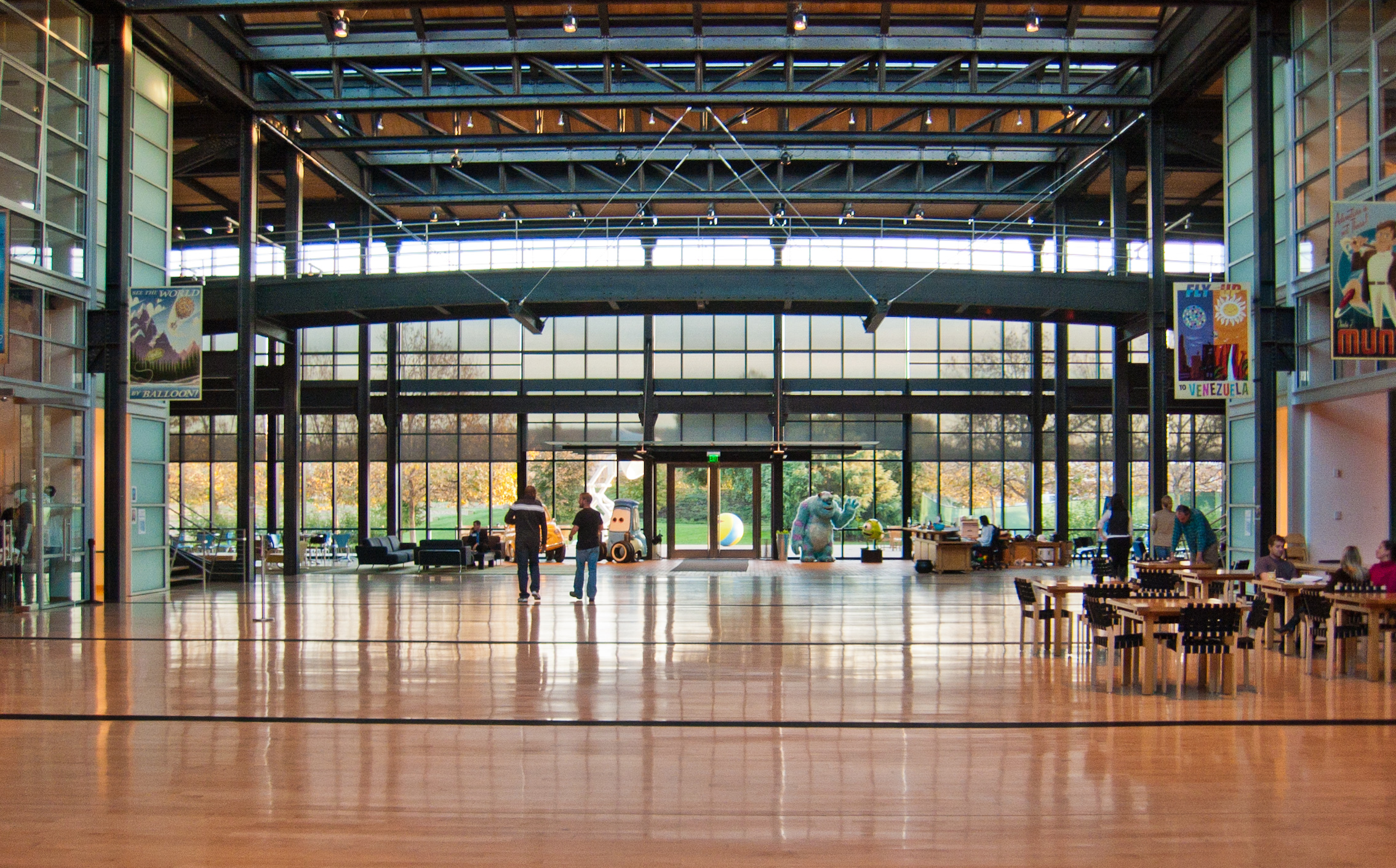
Atrium.
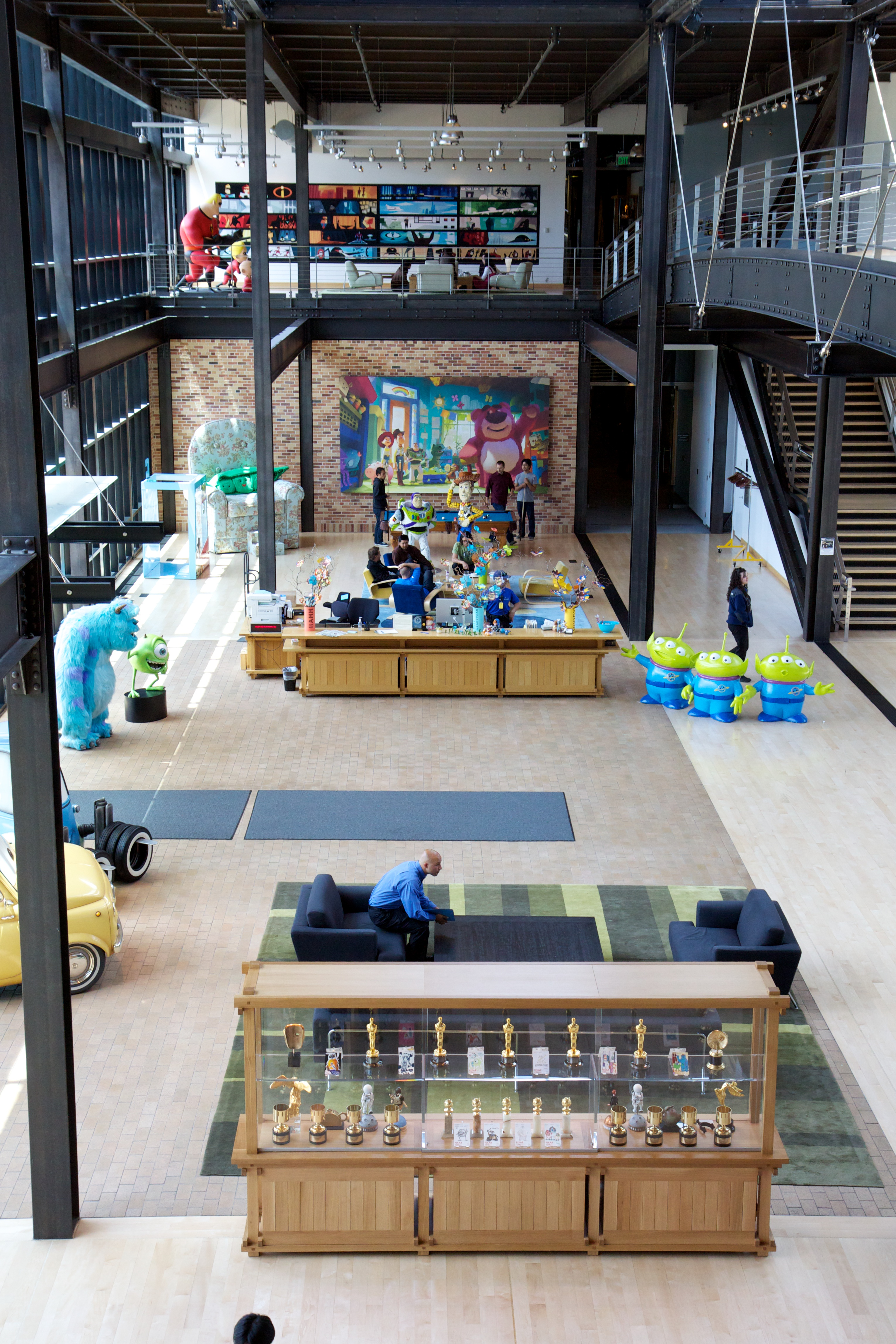
Atrium.
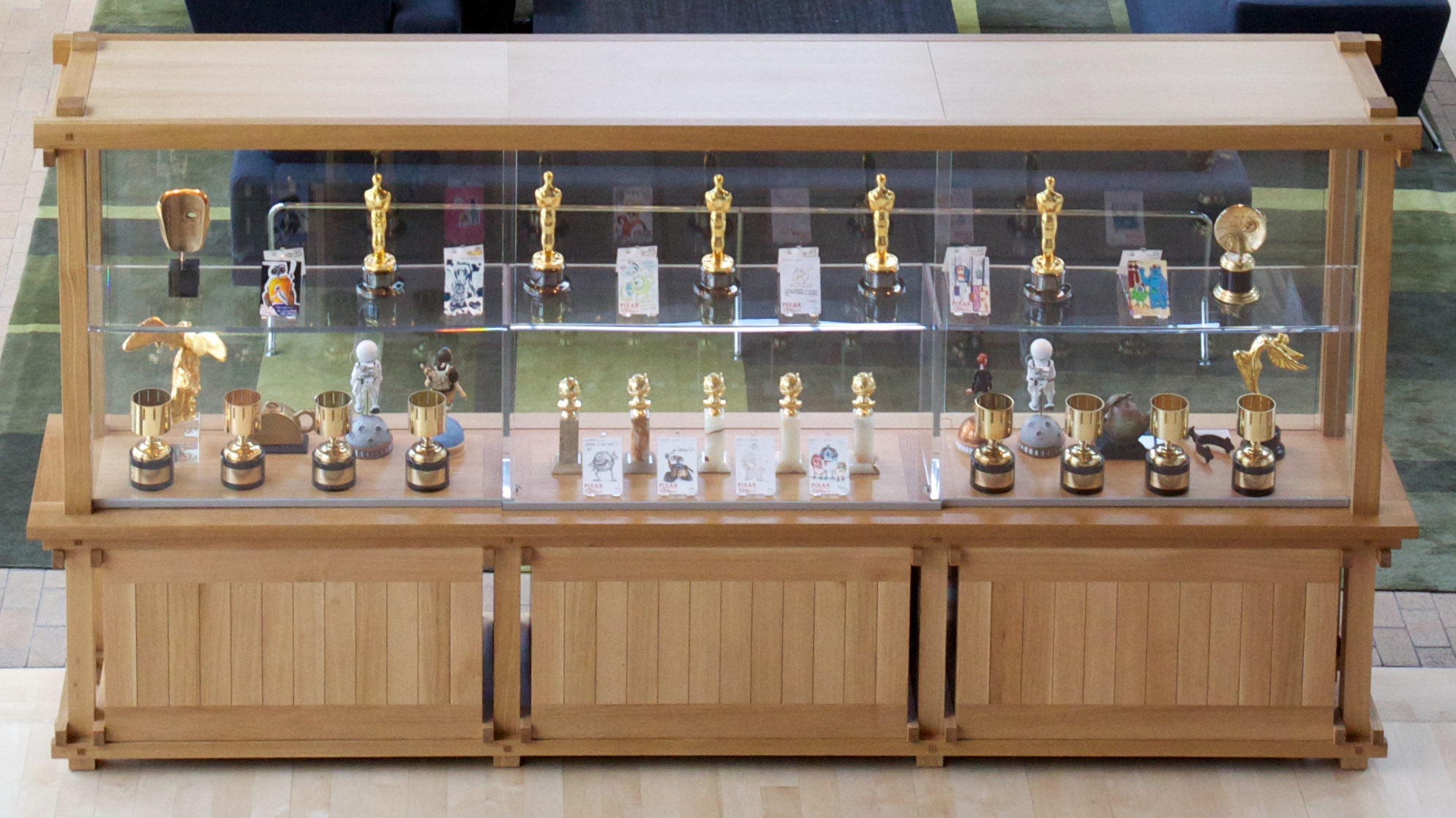
Récompenses exposées dans l'atrium.

### Brooklyn Building
Annoncé en 2004, le bâtiment de 145 000 pieds carrés (13 471 m2) a été construit entre 2009 et 2010. Le bâtiment de 4 niveaux avec sous-sol, comporte deux cinémas, un restaurant et un café aménagés autour d'un atrium central couvert (plans pages 92 à 93). Il a été nommé Brooklyn Building.

### West Village
Acheté en 2004, c'est un bâtiment d'un seul étage de 145 000 pieds carrés (13 471 m2), ancien laboratoire industriel de pâtisserie réaménagé. Entre le Steve Job Building et le West Village, la société a aménagé une zone de détente avec une piscine, un terrain de basket et un de beach-volley (sable compris).

### Autres bâtiments
Pixar utilise d'autres bâtiments à proximité du campus principal. En octobre 2012, Pixar a demandé l'autorisation d'aménager une portion de 28 600 pieds carrés (2 657 m2) d'un entrepôt du 5000 Hollis Street, situé à 250 m au nord-ouest du West Village.
Un modèle géant de Luxo Jr. (lampe Pixar) gît sur le campus. Il s'agit d'une donation de l'Australia Center for the Moving Image,.

## Projets
D'après les documents officiels déposés auprès de la mairie d'Emeryville, Pixar projette deux nouvelles phases de construction :
- la phase 3 avec un bâtiment de 180 250 pieds carrés (16 746 m2) au sud-est du campus sur la moitié du parking avec derrière un parking de six étages
- la phase 4 avec la démolition du West Village pour le remplacer par un bâtiment de 207 300 pieds carrés (19 259 m2) de deux ou trois étages (avec ou sans sous-sol) et l'extension du parking à 1 800 places

## Source
- Item V.A. - Pixar DA Extension 1/26/2010
- Item V.E-Pixar Phase II FDP 11/9/2010
- Item V.A. - Pixar Warehouse Study Session 10/19/2012